# Himatanthus tarapotensis
Himatanthus tarapotensis är en oleanderväxtart som först beskrevs av Julius Heinrich Karl Schumann och Markgr., och fick sitt nu gällande namn av M.M. Plumel. Himatanthus tarapotensis ingår i släktet Himatanthus och familjen oleanderväxter. Inga underarter finns listade i Catalogue of Life.